# Oakland Park (Floride)
Oakland Park est une ville de l'État de Floride, aux États-Unis, dans le comté de Broward. Établie vers 1910, c’était à l’origine une colonie agricole qui fut organisée en municipalité en novembre 1925 sous le nom de Floranada, un mot-valise combinant à la fois Florida et Canada. Après la faillite de cette municipalité des suites de l’ouragan de 1926, une nouvelle municipalité aux limites légèrement modifiées prit le nom actuel de Oakland Park. La population estimée selon les projections du Bureau du recensement des États-Unis pour 2008 serait de 42 293 habitants. C’est une banlieue de Fort Lauderdale elle-même partie de l'agglomération de Miami qui compte près de 5,5 millions d’habitants soit presque le tiers de la population de l’État de Floride tout entier. C’est pour la plus grande part une zone résidentielle comprenant aussi des zones à vocation industrielle et commerciale.

## Histoire
À l’origine quelques colons s’établirent au nord de Fort Lauderdale vers le début du XXe siècle à la recherche de terres cultivables et vers les années 1920, on comptait plusieurs familles établies le long du chemin Floranada et entre les 38e et 43e rues actuelles. En 1925, ces familles établirent la municipalité de Floranada qui couvrait une superficie supérieure aux limites de la ville d’Oakland Park aujourd’hui. Le centre de la vie de la communauté était alors l’Église Méthodiste et une école élémentaire fut construite dès 1925.
Moins d'un an plus tard le terrible ouragan qui dévasta la région de Miami le 18 septembre 1926 causa la ruine de Floranada qui fut dissoute et remplacée en 1929 par la municipalité actuelle. Oakland Park est resté une communauté agricole relativement modeste jusque vers la fin des années 1950 et ce n’est qu’après 1960 que la ville a pris un réel essor avec le boum économique extraordinaire qu’a connu la Floride méridionale.
Plus récemment Oakland Park s’est accru territorialement en incorporant des portions du territoire du comté qui n’avait pas encore de structure municipale.

## Géographie
Oakland Park est située dans la partie sud-est de la péninsule de Floride dans une zone de plaine côtière, d’arêtes coralliennes anciennes et de marécages au centre du comté de Broward. La limite orientale de la ville est située à moins de 2 km de la côte atlantique et est séparée de Fort Lauderdale par la Route fédérale Nº1. À l’ouest, elle borde la ville de Lauderdale Lakes, au sud celle de Wilton Manors.

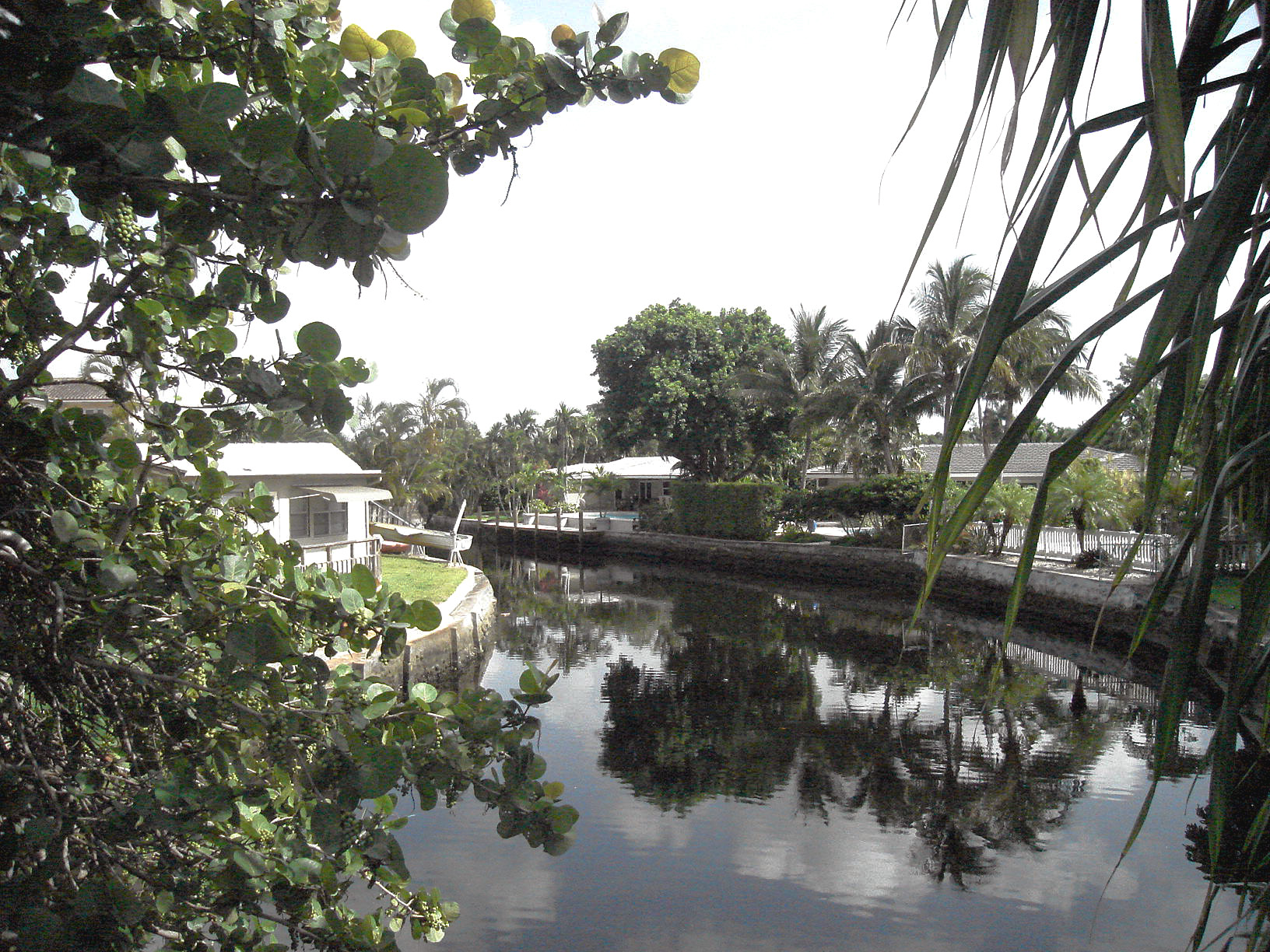
Canaux traversant Oakland Park

Selon le Bureau du recensement des États-Unis, sa superficie est de 17,9 km2 dont  16,4 km2 de terre et 1,6 km2 de plans d’eau. Elle est traversée par le bras nord de la Middle River, un système de cours d’eau et de canaux divisé en deux sections, qui se dirige du nord-ouest au sud-est vers le canal intracostal.
La ville est divisée du nord au sud par le Florida East Coast Railway qui suit la route Dixie Highway (en) passant par le centre-ville. À l’ouest, elle est aussi desservie par l’autoroute 95.

## Climat
voir article correspondant pour Fort Lauderdale

## Démographie
De la petite communauté agricole des années 1920 et 1930, Oakland Park a évolué en une ville de plus de 40 000 habitants qui fait partie du tissu urbain du comté de Broward et par la même de l’agglomération de Miami. L’évolution démographique lente jusque dans les années 1950 s’est depuis accélérée au même rythme que le reste de la Floride méridionale.
| 1930 | 1940 | 1950  | 1960  | 1970   | 1980   |
| ---- | ---- | ----- | ----- | ------ | ------ |
| 463  | 815  | 1 295 | 5 331 | 16 261 | 22 944 |

| 1990   | 2000   | 2010   | - | - | - |
| ------ | ------ | ------ | - | - | - |
| 26 326 | 30 966 | 41 363 | - | - | - |